# ليرلي (جورجيا)
ليرلي (بالإنجليزية: Lyerly, Georgia)‏ هي بلدة تقع في مقاطعة تشاتوغا، جورجيا بولاية جورجيا في الولايات المتحدة. تبلغ مساحتها 1.9 (كم²)، وترتفع عن سطح البحر 192 م، بلغ عدد سكانها 540 نسمة في عام 2010 حسب إحصاء مكتب تعداد الولايات المتحدة وتصل الكثافة السكانية فيها 256.8 نسمة/كم2.

## وصلات خارجية
- www.townoflyerly.com
- The US50 - Cities and Towns in Georgia State
- Georgia Cities and Towns, Facts, Map, Flag, Colleges, Government, and More